# ФК Колхети-1913
„Колхети-1913“ (на грузински: საფეხბურთო კლუბი კოლხეთი-1913 ფოთი) е професионален футболен отбор от град Поти, Грузия.
Клубът е основан през 1949 г. Играе домакинските си мачове на стадион „Фазиси“ в Поти, който разполага с капацитет от 6000 места. Тимът играе в Умаглеши лигата – най-високото ниво на грузинския клубен футбол. По-рано клубът се нарича „Колхида“. В съветското време играе в клас „Б“ и втора лига.

## Успехи

### СССР
- Шампионат на Грузинска ССР
  -  Шампион (1): 1978
- Еравнули лига[2]
  -  Второ място (3): 1993/94, 1996/97 2014/15
  -  Трето място (3):[2] 1994/95, 1995/96, 1997/98.

## Участие в европейските клубни турнири
| Сезон   | Турнир         | Кръг       | Съперник                 | Домакин | Гост  | Общ резултат |
| ------- | -------------- | ---------- | ------------------------ | ------- | ----- | ------------ |
| 1996    | Купа Интертото | група 12   | Земун                    | 2 – 3   | -     | 5-и          |
| 1996    | Купа Интертото | група 12   | Яро (Якобстад)           | -       | 0 – 2 |              |
| 1996    | Купа Интертото | група 12   | Гингам                   | 1 – 3   | -     |              |
| 1996    | Купа Интертото | група 12   | Динамо (Букурещ)         | -       | 0 – 2 |              |
| 1997/98 | Купа на УЕФА   | 1 кв. кръг | Динамо (Минск)           | 2 – 1   | 0 – 1 | 2 – 2        |
| 1998/99 | Купа на УЕФА   | 1 кв. кръг | Цървена звезда (Белград) | 0 – 4   | 0 – 7 | 0 – 11       |
| 1999    | Купа Интертото | 1 кръг     | Цементарница 55 (Скопие) | 0 – 4   | 2 – 4 | 2 – 8        |